# Vestibularisparoxysmie
Die Vestibularisparoxysmie (VP) ist ein seltenes Schwindelsyndrom, welches mit wiederkehrenden, sekundenkurzen Schwindelattacken einhergeht. Ursächlich ist meistens ein Gefäß-Nerv-Kontakt am Nervus vestibulocochlearis, der Gleichgewichts- und Hörinformationen vom Ohr zum Gehirn überträgt.

## Epidemiologie
Abhängig von der Entstehung gibt es zwei Häufigkeitsgipfel: im Falle ursächlicher Gefäßmissbildungen werden die Betroffenen im jungen Lebensalter symptomatisch, während altersassoziierte Gefäßveränderungen üblicherweise zwischen dem 40. und 70. Lebensjahr erstmals Beschwerden verursachen. Männer sind doppelt so häufig betroffen wie Frauen. In spezialisierten Schwindelambulanzen macht die Vestibularisparoxysmie ca. 3 % der Diagnosen aus.

## Ätiologie
Den Schwindelattacken liegt eine pulsatile Kompression des N. vestibulocochlearis durch Blutgefäße (in 70 % der Fälle die Arteria cerebelli inferior anterior (AICA), seltener die Arteria cerebelli inferior posterior (PICA) oder andere Gefäße) im Bereich des Kleinhirnbrückenwinkels zugrunde, welche zu einer lokalen Demyelinisierung sowie einer Irritation des Nerven führen kann. Besonders anfällig ist der Nerv im Bereich der Nerveneintrittszone in den Hirnstamm, da sich hier die Struktur der Myelinscheide ändert (von Oligodendrozyten zu Schwann-Zellen).

## Symptome
Leitsymptome der VP sind kurze, Sekunden bis wenige Minuten anhaltende Attacken mit Dreh- oder Schwankschwindel, welche typischerweise dutzende Male am Tag auftreten. Begleitend kann ein rhythmischer Tinnitus vorliegen. Bei einigen Patienten sind die Attacken durch bestimmte Kopfpositionen oder durch Hyperventilation auslösbar.

## Diagnosekriterien
Definitive Vestibularisparoxysmie
1. mindestens 10 spontan aufgetretene Dreh- oder Schwankschwindelattacken
2. Attackendauer < 1 min
3. gleichartige Symptome in den einzelnen Attacken
4. Besserung nach Gabe eines Natriumkanalblockers (Carbamazepin oder Oxcarbazepin)
5. Symptome nicht besser durch andere Erkrankung erklärbar

Wahrscheinliche Vestibularisparoxysmie
1. mindestens fünf aufgetretene Dreh- oder Schwankschwindelattacken
2. Attackendauer < 5 min
3. gleichartige Symptome in den einzelnen Attacken
4. spontan oder durch Kopfbewegung ausgelöste Attacken
5. Symptome nicht besser durch andere Erkrankung erklärbar

Eine sichere Diagnose kann meist erst nach einem erfolgreichen Therapieversuch (Diagnosis ex juvantibus) gestellt werden. Ein mittels Magnetresonanztomographie nachgewiesener Gefäß-Nerv-Kontakt ist nicht Teil der Diagnosekriterien. Eine entsprechende Bildgebung sollte durchgeführt werden, um andere strukturelle Veränderungen im Bereich des Kleinhirnbrückenwinkels auszuschließen.

## Therapie
Die medikamentöse Therapie erfolgt mit Oxcarbazepin, Carbamazepin oder Lacosamid. In sehr seltenen Fällen kann auch eine Operation in Form einer mikrovaskulären Dekompression indiziert sein.

## Prognose
In einer Langzeitstudie (mittlere Nachbeobachtungszeit 4,8 Jahre) blieben etwa 75 % der Patienten ohne Schwindelattacken, bei mehr als der Hälfte war hierfür keine medikamentöse Therapie notwendig.